# Auto-industrie

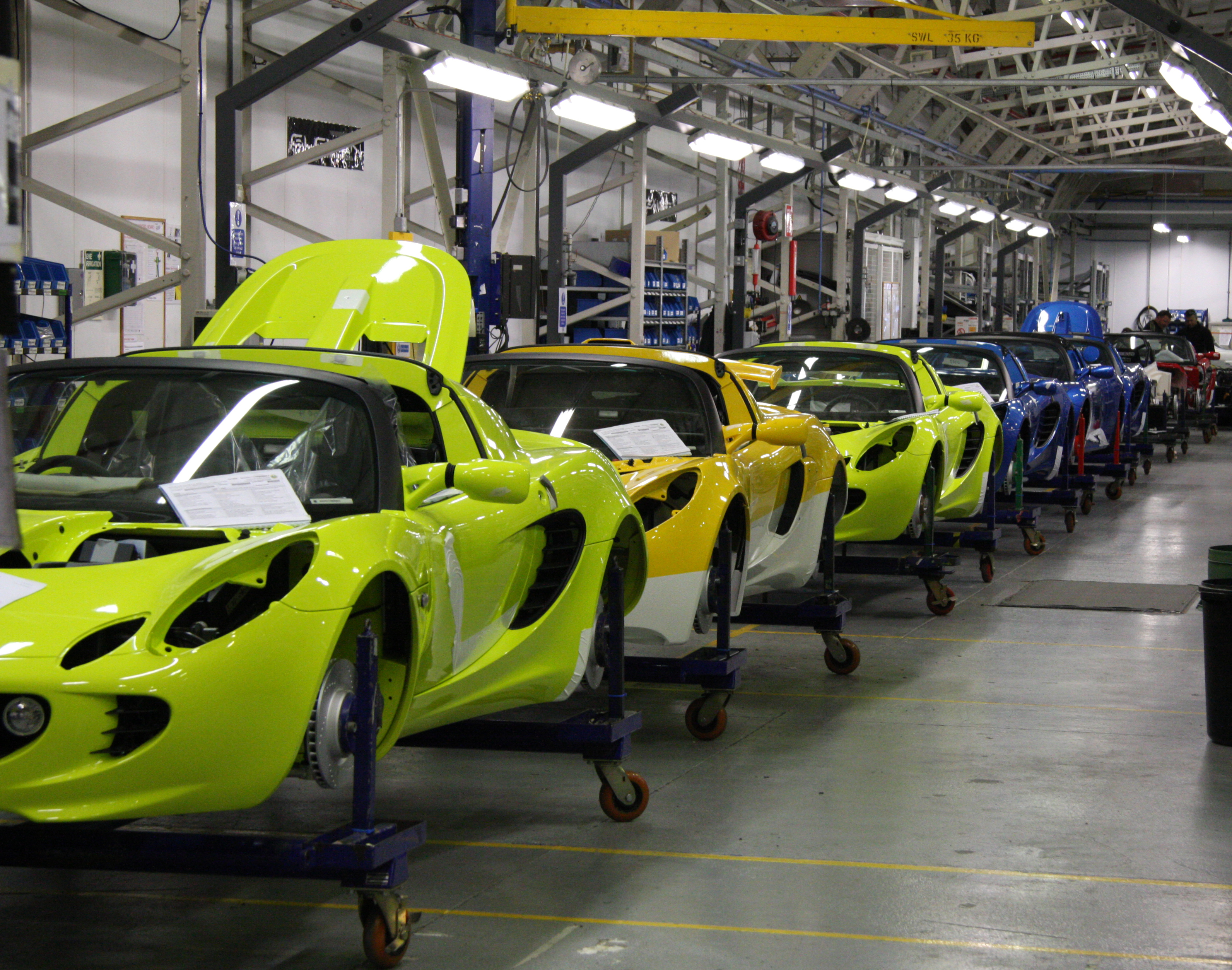
Productielijn van het merk Lotus (2008)

Wereldwijde productie van voertuigen sinds 1950

De auto-industrie is de bedrijfstak die auto's (of motorvoertuigen in het algemeen) ontwerpt, ontwikkelt, produceert, bemerkt en verkoopt.

## Aanbod en vraag
De auto-industrie is een groot onderdeel van de wereldeconomie. In 2018 werden 70,5 miljoen personenwagens en 25,1 miljoen bedrijfswagens geproduceerd waarmee het totaal op ruim 95 miljoen stuks uitkwam. De belangrijkste producent in dat jaar was Volksrepubliek China met 27,8 miljoen voertuigen, dit is ruim een kwart van het wereldwijde totaal. In de Verenigde Staten werden 11,3 miljoen voertuigen geproduceerd en Japan stond op de derde plaats met 9,7 miljoen eenheden. Duitsland bezette, na India, de vijfde plaats met 5,1 miljoen stuks.
Tussen de jaren 2000 en 2018 is de wereldwijde productie met 37 miljoen eenheden gestegen. Vooral in China is meer geproduceerd en dit alleen dit land zag de productie met 25 miljoen eenheden stijgen, dit was 70% van de totale toename in deze twee decennia. Het marktaandeel van China is gestegen van 4% in 2000 naar bijna 30% in 2018. In de Europese Unie, Japan en de Verenigde Staten is de productie min of meer in aantallen gelijk gebleven, maar alle drie hebben marktaandeel verloren.
Het aandeel van de bedrijfswagens in het totale verkopen was redelijk stabiel op zo'n 25%. In 2018 lag dit aandeel in de Verenigde Staten op bijna 80%, grote Sports utility vehicles (SUV) zijn daar bijzonder populair en vallen onder de definitie van bedrijfswagen.
| Jaar | Productie (totaal) | waarvan personenauto's | idem bedrijfswagens | Verenigde Staten | Europese Unie | Japan  | China  |
| ---- | ------------------ | ---------------------- | ------------------- | ---------------- | ------------- | ------ | ------ |
| 2000 | 58.374             | 41.216                 | 17.159              | 12.780           | 17.142        | 10.144 | 2.096  |
| 2005 | 66.720             | 47.046                 | 19.673              | 11.981           | 18.177        | 10.780 | 5.708  |
| 2010 | 77.584             | 58.239                 | 19.344              | 7.743            | 17.079        | 9.629  | 18.265 |
| 2015 | 90.781             | 68.540                 | 22.241              | 12.100           | 18.177        | 9.278  | 24.503 |
| 2016 | 94.977             | 72.105                 | 22.871              | 12.198           | 18.807        | 9.205  | 28.119 |
| 2017 | 97.303             | 73.457                 | 23.846              | 11.190           | 18.768        | 9.694  | 29.015 |
| 2018 | 95.635             | 70.498                 | 25.137              | 11.315           | 17.955        | 9.729  | 27.809 |

Wereldwijd wijkt de vraag naar voertuigen weinig af van de productie, voorraadvorming bij de fabrikanten wordt zoveel als mogelijk vermeden. De vraag fluctueert op basis van veel factoren, waaronder het economisch klimaat, de ontwikkeling van de brandstofprijzen en overheidsingrijpen, denk bijvoorbeeld aan belastingen, subsidies of strengere milieueisen. Openbaar vervoer, de opkomst van de deeleconomie en nieuwe taxidiensten zoals Uber hebben ook invloed op de vraag naar auto's.
In China liggen vraag en aanbod van voertuigen redelijk dicht bij elkaar. Traditionele exportlanden zijn Japan, hier ligt de vraag naar auto's op ongeveer 5 miljoen eenheden, en Duitsland. De Verenigde Staten zijn de grootste importeurs van auto's, bij een eigen productie van zo'n 12 miljoen eenheden staat een vraag die bijna 50% hoger ligt. De drie grote Amerikaanse autofabrikanten hadden een gezamenlijk marktaandeel van ruim 40% in 2017, waarmee zo'n 60% van de markt in handen was van buitenlandse partijen. Japan kent juist een hele lage buitenlandse aanwezigheid, hier worden tussen de 300.000 en 400.000 buitenlandse voertuigen verkocht waarmee het marktaandeel zo rond de 6% uitkomt.
De autoproductie per land betreft de totale productie van nationale en buitenlandse autofabrikanten. Japanse autofabrikanten zijn zeer internationaal actief, naast de 10 miljoen auto's die zij in Japan produceren, maken ze nog een bijna 20 miljoen auto's daarbuiten. Vooral in Azië, exclusief Japan, hebben ze veel fabrieken en hier werden ruim 10 miljoen auto's gefabriceerd in 2018, in Noord-Amerika bijna 5 miljoen exemplaren en in Europa bijna 2 miljoen. Redenen om buiten de eigen landgrenzen te produceren zijn, niet uitputtend: goedkopere productie omdat gebruik kan worden gemaakt van arbeiders met lage lonen, wisselkoersveranderingen die de productie en afzet kunnen verstoren, om internationale handelsspanningen te vermijden of als het land geen import van voertuigen toestaat. Vooral de Volksrepubliek China staat nauwelijks import toe of maakt dit onaantrekkelijk, maar heeft buitenlandse autofabrikanten de mogelijkheid geboden in het land te produceren met een lokale Chinese partner.
| Topproducenten van voertuigen 2019 | Topproducenten van voertuigen 2019 | Topproducenten van voertuigen 2019 |
| Positie                            | Land                               | Productie (miljoen eenheden)       |
| ---------------------------------- | ---------------------------------- | ---------------------------------- |
| 1                                  | China                              | 25,72                              |
| 2                                  | Verenigde Staten                   | 10,88                              |
| 3                                  | Japan                              | 9,68                               |
| 4                                  | Duitsland                          | 4,66                               |
| 5                                  | India                              | 4,51                               |
| 6                                  | Mexico                             | 3,98                               |
| 7                                  | Zuid-Korea                         | 3,95                               |
| 8                                  | Brazilië                           | 2,94                               |
| 9                                  | Spanje                             | 2,82                               |
| 10                                 | Frankrijk                          | 2,20                               |
| 11                                 | Thailand                           | 2,01                               |
| 12                                 | Canada                             | 1,91                               |
| 13                                 | Rusland                            | 1,71                               |
| 14                                 | Turkije                            | 1,46                               |
| 15                                 | Tsjechië                           | 1,43                               |
| 16                                 | Verenigd Koninkrijk                | 1,38                               |
| 17                                 | Indonesië                          | 1,28                               |
| 18                                 | Slowakije                          | 1,10                               |
| 19                                 | Italië                             | 0,91                               |
| 20                                 | Iran                               | 0,82                               |

## Grootste automobielfabrikanten ter wereld
In de onderstaande tabel staan de productiehoeveelheden van de grootste automobielfabrikanten ter wereld. De productie varieert ook als gevolg van winst of verlies van marktaandeel en als een gevolg van een verandering van de samenstelling van de bedrijven door fusies, overnamen en het afstoten van onderdelen. DaimlerChrysler werd in 2007 gesplitst in Chrysler en Daimler. Chrysler ging zelfstandig verder, maar kwam in 2010 in handen van Fiat en de twee gaan samen als Fiat Chrysler Automobiles (FCA). De lagere productie van Ford in 2010 was voornamelijk het gevolg van een grote reorganisatie waarbij veel belangen buiten de Verenigde Staten werden afgestoten waaronder Volvo, Jaguar en Land Rover. De grootste Chinese autofabrikant, Shanghai Automotive Industry Corporation (SAIC), stond in 2015 op de 13e plaats met iets minder dan 2,3 miljoen voertuigen.
| Producent       | Land             | 2000  | 2005  | 2010  | 2015   |
| --------------- | ---------------- | ----- | ----- | ----- | ------ |
| General Motors  | Verenigde Staten | 8.133 | 9.098 | 8.476 | 7.486  |
| Ford            | Verenigde Staten | 7.323 | 6.498 | 4.988 | 6.396  |
| Toyota          | Japan            | 5.955 | 7.338 | 8.557 | 10.083 |
| Volkswagen      | Duitsland        | 5.107 | 5.211 | 7.341 | 9.872  |
| DaimlerChrysler | Duitsland        | 4.667 | 4.816 | 1.940 | 2.135  |
| PSA Group       | Frankrijk        | 2.879 | 3.375 | 3.606 | 2.982  |
| Fiat            | Italië           | 2.641 | 2.037 | 2.410 | 4.865  |
| Nissan          | Japan            | 2.629 | 3.494 | 3.982 | 5.170  |
| Renault         | Frankrijk        | 2.515 | 2.616 | 2.716 | 3.033  |
| Hyundai         | Zuid-Korea       | 2.488 | 3.091 | 5.765 | 7.988  |
| Honda           | Japan            | 2.505 | 3.436 | 3.643 | 4.544  |
| Suzuki          | Japan            | 1.457 | 2.071 | 2.893 | 3.034  |

## Voertuigen in gebruik
In 2018 waren er wereldwijd ongeveer 1,3 miljard voertuigen in gebruik, dit is ongeveer 180 voertuigen per 1000 bewoners. In de VS reden 265 miljoen wagens, dit is 821 voertuigen op 1000 inwoners. China stond op de tweede plaats met 163 (2012: 109) miljoen voertuigen of 118 (2012: 79) per 1000 inwoners. De groei van het wagenpark in China was explosief, sinds 2005 is dit ruimschoots vervijfvoudigd want in 2005 reden er maar 31,6 miljoen voertuigen. In Afrika reden er in 2018 slechts 42 voertuigen per 1000 inwoners.

## Research en ontwikkeling
De auto-industrie is een van de grootste investeerders in nieuwe technologie. In 2017 gaf de hele sector, wereldwijd, bijna 120 miljard euro uit aan R&D. De Europese Unie was de belangrijkste regio en gaf ruim 57 miljard euro hieraan uit, gevolgd door Japan met 30 miljard euro en de Verenigde Staten kwam op de derde plaats met circa 16 miljard euro. Alleen de uitgaven voor onderzoek in de gezondheidssector kwam in 2017 hoger uit.

## Auto-industrie in Nederland
Nederland is een kleine speler in de globale auto-industrie. Op het gebied van personenwagens is VDL Nedcar actief, maar deze maakt auto's in opdracht van BMW. Verder zijn twee vrachtwagenproducenten, Scania in Zwolle en DAF Trucks in Eindhoven. DAF Trucks is in handen van de Amerikaanse vrachtwagenproducent Paccar.
Nederland automobielfabrikanten en toeleveranciers aan deze sector staan bekend om haar vooruitstrevende kennis en het toepassen daarvan. In bijna elke personenauto zitten producten van Nederlandse fabrikanten. Nederlandse toeleveranciers zijn bovengemiddeld innovatief en spelen graag in op de wensen van hun afnemers. Die toeleveranciers bestaan uit een veelzijdige verzameling bedrijven actief in uiteenlopende sectoren, zoals onderdelenindustrie, de chemische industrie, de rubber- en kunststofindustrie, binnen de machinebouw en in de elektronica-industrie. Een reflectie van het belang is de RAI Automotive Industry. Deze vereniging vertegenwoordigt ongeveer 60 Nederlandse bedrijven met gezamenlijk 23.000 werknemers en een jaarlijkse omzet van ongeveer 10 miljard euro.

### Werkgelegenheid
De spreiding over al die branches maakt het volgens onderzoekers van ING lastig de omvang ervan precies in kaart te brengen. Maar dat het gaat om een fors aantal bedrijven, valt af te leiden uit het ledental van RAI Automotive Industry en AutomotiveNL. De twee brancheorganisaties van toeleveranciers zijn samen alleen al goed voor ruim tweehonderd leden. Gezamenlijk zouden ze werk bieden aan zo’n veertigduizend mensen. En volgens ING zijn ze samen goed voor een omzet van 9,2 miljard euro (2014). Dit inclusief de toelevering aan de producenten van auto-onderdelen (de zogenoemde tweedelijns-toeleveranciers). De sterk teruglopende autoverkopen tijdens de economische crisis hakten er bij de toeleveranciers stevig in. Op het dieptepunt, in 2009, viel de omzet ruim 30 procent lager uit. Niet alleen door een dramatisch lagere vraag, maar ook doordat autofabrikanten besloten bescheidener voorraden aan te houden. Maar zo snel als de vraag terugliep, zo snel volgde ook het herstel. Al in 2011 werd een omzet gerealiseerd die hoger lag dan in de jaren voor de crisis: 9 miljard euro.